# 크리산트 보스치
크리산트 보스치 에스핀(스페인어: Crisant Bosch Espín; 1907년 12월 26일, 카탈루냐 주 바르셀로나 ~ 1981년 4월 13일, 카탈루냐 주 바르셀로나)은 스페인의 전 축구 선수로, 현역 시절 에스파뇰, 테라사, 그리고 스페인 국가대표팀에서 미드필더로 활약했다.

## 수상
에스파뇰
- 카탈루냐 선수권 대회: 1928-29, 1932-33, 1936-37, 1939-40
- 코파 델 레이: 1928-29, 1940